# Elezioni parlamentari in Ucraina del 2019
Le elezioni parlamentari in Ucraina del 2019 si sono tenute il 21 luglio per eleggere i 450 membri della Verchovna Rada, il parlamento ucraino.
Inizialmente programmate per la fine di ottobre, esse sono state anticipate dopo che il nuovo presidente Volodymyr Zelens'kyj durante il suo insediamento il 21 maggio 2019 aveva sciolto il parlamento. Rispetto alle precedenti elezioni, le circoscrizioni e i votanti sono inferiori a causa dell'annessione della Crimea avvenuta a marzo 2014 da parte della Russia e, dall’aprile 2014, dell'occupazione di parti dell'oblast' di Donec'k e di Luhans'k da parte di separatisti filo-russi; ciò ha causato una diminuzione di circa il 12 per cento dei cittadini aventi diritto di voto.

## Risultati
| Liste                                    | Riparto nazionale | Riparto nazionale | Riparto nazionale | Seggi collegi | Seggi totale |
| Liste                                    | Voti              | %                 | Seggi             | Seggi collegi | Seggi totale |
| ---------------------------------------- | ----------------- | ----------------- | ----------------- | ------------- | ------------ |
| Servitore del Popolo                     | 6.307.793         | 43,16             | 124               | 130           | 254          |
| Piattaforma di Opposizione - Per la Vita | 1.908.111         | 13,06             | 37                | 6             | 43           |
| Patria                                   | 1.196.303         | 8,19              | 24                | 2             | 26           |
| Solidarietà Europea                      | 1.184.620         | 8,11              | 23                | 2             | 25           |
| Holos                                    | 851.772           | 5,83              | 17                | 3             | 20           |
| Partito Radicale di Oleh Ljaško          | 586.384           | 4,01              | -                 | -             | -            |
| Forza e Onore                            | 558.652           | 3,82              | -                 | -             | -            |
| Blocco di Opposizione                    | 443.195           | 3,03              | -                 | 6             | 6            |
| Strategia Ucraina di Groysman            | 352.934           | 2,42              | -                 | -             | -            |
| Partito di Šarij                         | 327.152           | 2,24              | -                 | -             | -            |
| Svoboda                                  | 315.568           | 2,16              | -                 | 1             | 1            |
| Posizione Civica                         | 153.225           | 1,05              | -                 | -             | -            |
| Partito dei Verdi d'Ucraina              | 96.659            | 0,66              | -                 | -             | -            |
| Samopomič                                | 91.596            | 0,63              | -                 | 1             | 1            |
| Partito Agrario d'Ucraina                | 75.509            | 0,52              | -                 | -             | -            |
| Movimento delle Nuove Forze              | 67.740            | 0,46              | -                 | -             | -            |
| Forza del Popolo                         | 27.984            | 0,19              | -                 | -             | -            |
| Forza della Legge                        | 20.340            | 0,14              | -                 | -             | -            |
| Patriota                                 | 16.123            | 0,11              | -                 | -             | -            |
| Giustizia Sociale                        | 15.967            | 0,11              | -                 | -             | -            |
| Indipendenza                             | 7.970             | 0,05              | -                 | -             | -            |
| Associazione Panucraina "Torcia"         | 7.739             | 0,05              | -                 | -             | -            |
| Centro Unito                             | -                 | -                 | -                 | 1             | 1            |
| Insieme                                  | -                 | -                 | -                 | 1             | 1            |
| Indipendenti                             | -                 | -                 | -                 | 46            | 46           |
| Vacanti                                  | -                 | -                 | -                 | 26            | 26           |
| Totale                                   | 14.613.336        |                   | 225               | 225           | 450          |